# Li Hertzman-Ericson
Li Hertzman-Ericson, född 9 oktober 1933 i Sofia församling i Stockholm, död 15 oktober 2016 i Katarina distrikt i Stockholm, var en svensk konstnär. Hon var dotter till civilingenjör Bo Hertzman-Ericson och psykologen Merit Hertzman-Ericson. 
Hertzman-Ericson studerade vid Kungliga Konsthögskolan 1964–1969 och bedrev konstnärlig verksamhet inom Finnboda Ateljé-kollektiv. Hon höll separatutställningar bland annat i Stockholm och samlingsutställningar i bland annat Stockholm och Malmö. 
Hon är representerad vid Moderna Museet.